# Bracon beijingensis
Bracon beijingensis es una especie de insecto del género Bracon de la familia Braconidae del orden Hymenoptera.

## Historia
Fue descrita científicamente por primera vez en el año 2004 por Wang, Chen & He.